# Producte brut mundial

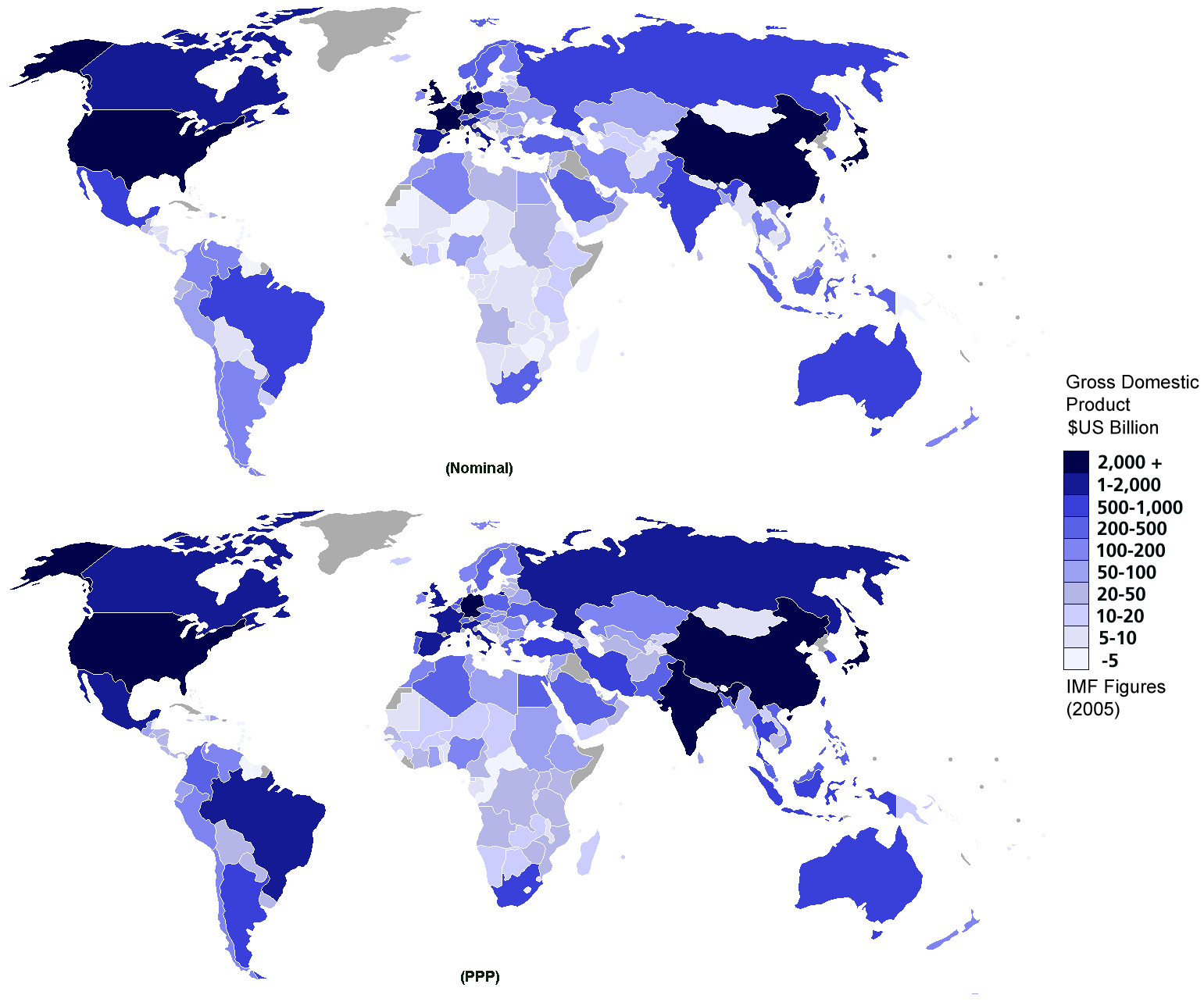
Mapa del món segons el PIB per Estat nominal (superior) i ajustat a la paritat de poder adquisitiu (inferior)

El Producte brut mundial és la suma dels Productes interiors bruts de totes les nacions del món. El 2007, el Producte brut mundial estimat va ser de 65.8 bilions de dòlars estatunidencs, la qual cosa es tradueix a 10.000 dòlars per capita, i amb un creixement del 5,2%. L'economia dels països ha continuat un procés d'industrialització; el 2007 l'agricultura contribuïa només amb el 4% del Producte brut mundial. La indústria contribueix amb el 32%, i el sector dels serveis amb el 64%. La força laboral el 2007 va ser estimada en 3.100 milions de persones.